# Kaldur'ahm
Kaldur'ahm è uno dei due personaggi che hanno vestito i panni del supereroe Aqualad nelle storie pubblicate dalla DC Comics. Il personaggio fu creato da Greg Wiseman, Brandon Vietti e Phil Bourassa per la serie televisiva Young Justice. Il suo nome è un riferimento al personaggio Calvin "Cal" Durham, un ex scagnozzo di Black Manta che fu inviato come infiltrato ad Atlantide, ma che alla fine decise di rimanervi e vi si stabilì con la madre di Aqualad, Sha'lain'a di Shaveris.
Kaldur'ahm fu successivamente adattato per la continuità principale DC da Geoff Johns e Ivan Reis, debuttando sotto il nome di Jackson Hyde in Nel giorno più splendente n. 4 (agosto 2010).

## Serie animata
Nella serie animata Young Justice, Aqualad venne introdotto come il protetto di Aquaman. Fu eletto all'unanimità come leader della squadra dopo la loro prima missione insieme, in quanto dimostrò di avere delle buone abilità di leadership. Nella seconda stagione della serie si scoprì che era il figlio di Black Manta. Dato che il personaggio fu originariamente creato per la serie animata prima di essere portato in Nel giorno più splendente, ebbe origini diverse dalla sua controparte dei fumetti, inclusa la cittadinanza Atlantidea e lo sviluppo dei suoi poteri in un anno di studio della stregoneria. Anche se mantenne sempre il nome in codice di Kaldur'ahm, non utilizzò l'alias di Jackson Hyde creato per il fumetto, e fu mostrato come il membro più maturo del gruppo. Nell'episodio "Tempo libero", viene rivelato che lui e il suo amico Garth salvarono la vita di Aquaman durante una battaglia contro Ocean Master. Aquaman si offrì di prendere entrambi i giovani come protetti, ma Garth scelse di rimanere ad Atlantide per continuare i suoi studi in stregoneria, mentre Kaldur scelse di andare con Aquaman e diventare Aqualad. Ebbe una relazione con una ragazza di nome Tula, che poi ebbe una relazione con Garth quando Kaldur lasciò Atlantide.
Nella seconda stagione, dal titolo Young Justice: Invasion, ambientata cinque anni nel futuro, Kaldur (d'accordo con Nighwing) si infiltra fra gli uomini del padre Black Manta per scoprire chi sia il partner della Luce. Nell'episodio "Abissi", Black Manta inviò Kaldur e i Manta Men a distruggere un satellite lanciato dalle Ferris Aircraft, dove lui e Nightwing falsificarono la morte di Artemis in modo permettere anche lei di agire sotto copertura come Tigress. 
In "Il dubbio", Aqualad, Tigress, e la squadra di super criminali rintracciarono Kid Flash e Blue Beetle sul Monte Justice, li catturarono, insieme a Beast Boy, e distrussero la montagna con una bomba. Si scoprì poi che diede a Nightwing un dispositivo di rilevamento (che corrispondeva al tracciatore che iniettò in Lagoon Boy). In "Esperimenti genetici", Miss Martian attaccò mentalmente Aqualad per vendicare la morte di Artemis, ma finì per avere sensi di colpa quando scoprì che Artemis era viva ed era in missione sotto copertura. Artemis arrivò, scioccata da quello che aveva fatto Miss Martian, e fuggì con Aqualad ora in coma. Artemis manipolò Black Manta perché catturasse Miss Martian così da rimettere a posto la mente di Kaldur. Dopo che Miss Martian riuscì, Aqualad pretese di rimanere catatonico per evitare che Black Manta la uccidesse e così da prendere tempo per farla fuggire. Successivamente, in un incontro tra la Luce (super gruppo criminale capitanato da Vandal Savage a cui Black Manta appartiene), l'Ambasciatore dei Reach e Black Beetle, l'inganno di Artemis e Aqualad venne a galla e Miss Martian, sotto l'identità di Deathstroke, simulò le loro morti. Aqualad rivelò quindi il lungo tradimento dei Light da parte dei Reach tramite un ologramma, e sia lui che Artemis e Miss Martian rivelarono il loro gioco. Durante la battaglia contro la Luce  , i Reach e le forze combinate della squadra che si era infiltrata tra i soldati della Luce, Aqualad sconfisse Black Manta e si scoprì anche che fu lui a sconfiggere anche Deathstroke. Nuovamente fu eletto leader, questa volta da Nightwing, che infine se ne andò quando morì Wally West durante la sconfitta dei Reach nell'episodio finale della serie.

## Storia di pubblicazione del fumetto
Una diversa versione del personaggio comparve in Nel giorno più splendente n. 4 (agosto 2010), che coincise con la comparsa di Aqualad nella serie animata del 2010 Young Justice. Un adolescente di Silver City, Nuovo Messico, a Jackson Hyde fu insegnato dai suoi genitori a temere l'acqua fin dall'infanzia; non volevano che vi si avvicinasse perché i suoi veri genitori sarebbero stati in grado di localizzarlo, per non menzionare certi cambiamenti che accadevano a Jackson quando si avvicinava all'acqua. Jackson mantenne questo segreto per anni, mentendo alla sua ragazza dicendole di essere terrorizzato dall'affogamento, essendo incapace di nuotare e di non sapere niente a proposito del misterioso tatuaggio che aveva fin dalla nascita. Aquaman fu contattato dall'Entità, che gli disse di localizzare Jackson prima che lo facesse un altro gruppo non identificato, che si pensò potessero essere Siren e la sua Death Squad.
Jackson Hyde e la sua ragazza Maria furono illustrati per la prima volta negli eventi di Nel giorno più splendente dopo aver visto Deadman, Falco e Colomba attivare la Batteria Bianca del Potere, che atterrò a Silver City, Nuovo Messico, dopo gli eventi di La notte più profonda. Mentre la Batteria stava per parlare agli eroi, i tatuaggi sul braccio destro di Jackson cominciarono a brillare. Jackson fu visto fuori dalla sua casa durante una tempesta, dove dimostrò le sue abilità per la prima volta. Mentre controllava l'acqua della pioggia, i suoi tatuaggi e i suoi occhi si illuminarono, e in quel momento si rese conto di avere le branchie e le mani palmate, nonché che Black Manta era il suo vero padre e che Mera aveva con lui una specie di connessione. Dopo aver visto Jackson nella pioggia, suo padre adottivo lo portò in un cottage vicino al mare, e gli disse che Mera gli aveva dato Jackson chiedendogli di tenerlo lontano dai suoi genitori, e gli fu dato anche una scatola da aprire quando la verità fosse venuta a galla. Prima che la scatola potesse essere aperta, Blck Manta, Siren e la sua Death Squad attaccarono. Jackson (utilizzando la sua abilità di creare costrutti solidi con l'acqua) difese il suo padre adottivo, ma non poter fermare Manta dal lanciargli un dardo a forma di tridente. Il padre adottivo di Jackson sarebbe morto se non fosse stato per l'intervento di Aquaman che lo bloccò e schiacciò il dardo.
Aquaman portò Jackson e il suo patrigno in un luogo sicuro dove spiegò loro tutta la situazione. La cassa fu aperta e si attivò una mappa. Utilizzandola, i due scoprirono una scatola segreta che solo Jackson poteva aprire, e una volta aperta, Jackson vide una registrazione di Mera che gli spiegò che i suoi genitori erano stati rapiti e torturati dalla gente di Xebel (una colonia penale Atlantidea) mentre esploravano il Triangolo delle Bermude, dove si trova l'entrata per la colonia penale. Il re di Xebel ordinò che il bambino, il primo "esterno" ad essere nato lì da secoli, fosse sottoposto a degli esperimenti al fine da servire come chiave per evadere finalmente dal loro esilio. Temendo per la sicurezza del bambino, Mera lo rubò e lo portò sul mondo di superficie, dove fu dato a una famiglia adottiva che lo crescesse. Gli rivelò anche il suo vero nome "Kalur'ahm". Una volta che la registrazione terminò, Jackson scoprì numerosi oggetti che Mera aveva lasciato per lui, in particolare l'uniforme di un soldato di Xebel e un paio di "Portatori di Acqua", costrutti metallici che lo aiutano a controllare le sue abilità di controllo sull'acqua.
Aquaman e Jackson infine finirono a Miami in Florida, dove Black Manta e Siren stavano guidando un'armata di guerrieri da Xebel in un'invasione su vasta scala. Jackson utilizzò le sue abilità per creare delle lame, con cui attaccò le truppe, e finì brevemente per battersi con Siren in duello. Dopo che Black Manta tagliò la mano destra di Aquaman, Jackson attaccò suo padre e lo rimproverò di essersi messo con le persone che uccisero la sua stessa moglie, ma Black Manta lo scagliò a terra affermando che sia lui che sua moglie non significavano niente per lui. Proprio nel momento in cui Manta stava per impalarlo con una delle sue lame, giunse Mera con Aquagirl, che salvò Jackson calciando via Black Manta. Dopo aver utilizzato le sue abilità cauterizzanti sul polso di Aquaman, Jackson e Mera lavorarono insieme e imprigionarono Black Manta, Siren e il resto degli invasori nel Triangolo delle Bermude. Mentre gli eroi celebravano la vittoria, Jackson mostrò avere una cotta per Aquagirl. Dopo di ciò, Meta disse ad Aquaman che Jackson voleva continuare ad allenarsi, e lui la informò che aveva già contattato i Titani.
Dopo che Damian Wayne si unì ai Titans, ci fu una visione di Jackson che arrivava alla Titans Tower e si confrontava con Superboy, Wonder Girl, Beast Boy e Kid Flash e che faceva parte di un collage di eventi futuri che avrebbe influenzato la squadra.
A seguito del reboot del New 52, Jackson appare nel corso del rilancio DC Rebirth, entrando a far parte dei Titans..

## Poteri e abilità
Jackson Hyde possiede l'abilità di respirare sott'acqua così come una grande forza. Può adattare i suoi occhi per vedere negli angoli più oscuri degli abissi. Presenta delle branchie sui lati del collo, che presumibilmente gli permettono di estrarre l'ossigeno dall'acqua. Dimostrò anche di avere l'idrocinesi, l'abilità di incrementare la densità specifica dell'acqua e di manipolarla in varie forme, similmente al potere di Mera e degli altri cittadini di Xebel. Gli furono poi donati dei "Portatori d'Acqua", armi che gli permettono di concentrare quel potere, creando forme e armi con l'acqua. In più, è in grado di scaricare potenti scariche di elettricità dalle dita in maniera simile a quella delle anguille elettriche.

## Altre versioni
- Una versione di Aqualad comparve come parte degli Ubernet Teen Titans/Justice League nelle pagine di Red Robin.[18]

## Altri media

### Film
- Aqualad fu ospite in due diverse occasioni in Teen Titans Go!.
- Kaldur'ahm si trova al fianco di Garth e Aquagirl negli eventi della linea temporale corrotta di Justice League: The Flashpoint Paradox. Si batterono contro Deathstroke, ma furono depotenziati e sconfitti.

### Videogiochi
- Aqualad compare come personaggio principale nel videogioco Young Justice: Legacy, che è ambientato tra le stagioni uno e due della serie televisiva omonima.